# John Wesley Hoyt

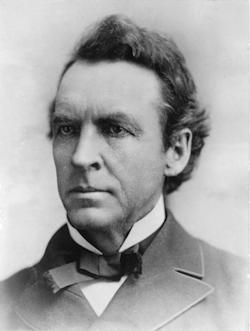
John Wesley Hoyt

John Wesley Hoyt (* 1831 in Worthington, Franklin County, Ohio; † 29. Mai 1912 in Washington, D.C.) war ein US-amerikanischer Politiker (Republikanische Partei) und Pädagoge.

## Werdegang
Hoyt graduierte an der Ohio Wesleyan University und erlangte einen Abschluss an einer Medizinischen Fakultät in Ohio. 1857 zog er nach Wisconsin, wo er politisch aktiv war. Ferner war er dort als Manager der Wisconsin State Agricultural Society und als Redakteur des Wisconsin Farmer and Northern Cultivator tätig. Er war 1862 als Bevollmächtigter der Vereinigten Staaten und des Bundesstaates Wisconsin bei der International Exhibition in London und dann wieder 1867 bei der Exposition Universelle in Paris tätig. Von 1874 bis 1876 war er Vorsitzender der Wisconsin State Railway Association.
Am 10. April 1878 ernannte Präsident Rutherford B. Hayes Hoyt zum dritten Gouverneur des Wyoming-Territoriums, um John M. Thayer abzulösen. Er bekleidete das Amt bis 1882. Hoyt war ein starker Unterstützer des Bildungswesens. Unter der Leitung des Secretary of State William Steward erstellte er eine große Studie über das Bildungswesen in Amerika und Europa. 1887 lebte er eine Zeit lang in Kalifornien und kehrte dann nach Wyoming zurück, wo er der erste Präsident der University of Wyoming wurde. Später beeinflusste er stark die Schaffung einer nationalen Universität.

## Ehrungen
Der Hoyt Peak im Yellowstone-Nationalpark wurde nach John Wesley Hoyt benannt.